# غيرشون زاك
غيرشون زاك (بالعبرية: גרשון זק‏) (1913-1989) عسكري إسرائيلي. تولى رئاسة هيئة الخدمة البحرية التي تحولت لاحقا لتصبح البحرية الإسرائيلية.
حصل في عام 1986 على جائزة إسرائيل في التعليم.

## حياته
ولد زاك في الإمبراطورية الروسية عام 1913، وهاجر إلى فلسطين تحت الانتداب البريطاني، حيث انضم إلى الهاغاناه. وفي 17 مارس 1948 أصدر رئيس الوزراء ديفيد بن غوريون (الذي كان في ذلك الوقت زعيم الهاغاناه) الأمر بإنشاء خدمة بحرية يهودية. وظل رئيسًا للخدمة البحرية (التي أصبحت لاحقا البحرية الإسرائيلية) حتى أبريل 1949 عندما استقال من أجل ممارسة مهنة التدريس. وفي العام التالي أسس قرية شبابية هي هكفر هياروك.
وكان زاك عضوا في الهيئة التنفيذية في ياد ليفي أشكول (منظمة لتكريم رئيس الوزراء الأسبق). كما كان مسؤولاً عن إعادة تسمية هكفر هياروك تخليداً لذكرى ليفي أشكول بعد وفاته.

## الجوائز
في عام 1986 فاز زاك مع هكفار هاياروك بجائزة إسرائيل للإنجاز مدى الحياة في مجال التعليم. 